# Jean Marsh
Jean Lyndsey Torren Marsh (ur. 1 lipca 1934 w Londynie, zm. 13 kwietnia 2025 tamże) – brytyjska aktorka, scenarzystka oraz pisarka. Jest najbardziej znana z filmów takich jak: Willow, Zemsta po latach czy Vaterland – Tajemnica III Rzeszy oraz seriali takich jak: Schodami w górę, schodami w dół czy Doktor Who. W 2012 otrzymała Order Imperium Brytyjskiego IV klasy (OBE) za zasługi dla rozwoju dramatu.

## Książki autorstwa Marsh
- Jean Marsh, The House of Eliott, Sidgwick & Jackson Ltd (listopad 1993), 978-0283061554; St Martin’s Press (February 1994), ISBN 978-0-312-10996-7.
- Jean Marsh, Fiennders Keepers, Macmillan (1996), ISBN 978-0-333-63211-6; St Martin’s Press (May 1997), ISBN 978-0-312-15528-5.
- Jean Marsh, Iris, St Martin’s Press (lipiec 2000), ISBN 978-0-312-26182-5; Macmillan (February 2003), ISBN 978-0-333-71154-5.
- Jean Marsh, Fiennders Abbey, Pan (5 sierpnia 2011), ISBN 978-1-4472-0007-9.

## Nagrody i nominacje
- Nagroda Emmy w kategorii „najlepsza aktorka dramatyczna” za film Schodami w górę, schodami w dół, gdzie zagrała Rose Buck (1971)
- Nominacja do nagrody Saturna w kategorii „najlepsza aktorka drugoplanowa” za film Willow, gdzie zagrała królową Bavmorda (1998)
- Nominacja do nagrody Satelitów w kategorii „najlepsza aktorka w miniserialu lub filmie telewizyjnym” za film Schodami w górę, schodami w dół, gdzie zagrała Rose Buck (2011)[7]
- Nominacja do nagrody Emmy w kategorii „najlepsza aktorka pierwszoplanowa w miniserialu lub filmie telewizyjnym” za film Schodami w górę, schodami w dół, gdzie zagrała Rose Buck (2011)